# Lauri Silvennoinen
Lauri Johannes Silvennoinen (* 7. November 1916 in Kesälahti; † 24. Dezember 2004 in Lahti) war ein finnischer Skilangläufer. Sein größter Erfolg war der Silberrang in der Staffel bei den Olympischen Winterspielen 1948; bei den Nordischen Weltmeisterschaften 1941 hatte er mit der Staffel Gold und über 18 km in Einzel Bronze gewonnen, 1946 wurden die Meisterschaften jedoch wegen der irregulären kriegsbedingten Bedingungen aus den Ergebnislisten gestrichen.
Im März 1937 wurde er Dritter bei den Lahti Ski Games über 17 km. 1938 nahm er erstmals an Nordischen Weltmeisterschaften teil, seine internationale Karriere wurde jedoch durch den Zweiten Weltkrieg während seiner besten Zeit unterbrochen; während des Krieges wurde er zweimal finnischer Meister: 1943 über 18 km und 1944 über 30 km. Bei den Lahti Ski Games 1943 siegte er über 18 km und belegte über 50 km den zweiten Platz. Im folgenden Jahr errang er den dritten Platz über 18 km.
Silvennoinen war von Beruf Polizist. Nach seiner aktiven Zeit blieb er als Trainer und Offizieller des Ski-Club Lahti, wie des finnischen Skiverbandes dem Langlauf treu.